# Mogens Jensen
Mogens Jensen (ur. 31 października 1963 w Nykøbing Mors na wyspie Mors) – duński polityk i działacz związkowy, parlamentarzysta, w latach 2014–2015 oraz 2019–2020 minister.

## Życiorys
Kształcił się w Morsø Gymnasium (1979–1982). W latach 1997–1999 szkolił się na kursie z kierowania związkami zawodowymi, prowadzonym w mieście Helsingør przez centrum szkoleniowe organizacji związkowej LO.
Zaangażował się w działalność polityczną w ramach Socialdemokraterne. W latach 1982–1985 był sekretarzem ds. edukacji w DSU, organizacji młodzieżowej tego ugrupowania. W latach 1985–1987 pracował jako konsultant w organizacji oświatowej AOF Danmark, następnie do 2005 był konsultantem w centrali związkowej LO.
Z ramienia socjaldemokratów w 2005 po raz pierwszy uzyskał mandat posła do Folketingetu, z powodzeniem ubiegał się o reelekcję w kolejnych wyborach w 2007, 2011, 2015, 2019 i 2022. W parlamencie pełnił funkcję przewodniczącego frakcji socjaldemokratów.
Od lutego 2014 do czerwca 2015 sprawował urząd ministra handlu i inwestycji w drugim rządzie Helle Thorning-Schmidt. W czerwcu 2019 został ministrem ds. żywności, rybołówstwa, równouprawnienia i współpracy nordyckiej w gabinecie Mette Frederiksen. Ustąpił z tej funkcji w listopadzie 2020, gdy okazało się, że ogłoszony przez rząd nakaz wybicia wszystkich norek w Danii w okresie pandemii COVID-19 wydano mimo braku odpowiednich podstaw prawnych.